# Thomas Anstis
Thomas Anstis est un pirate du XVIIIe siècle. Il commence sa carrière de pirate en 1717 et sert sous les ordres du Capitaine Howell Davis, puis du Capitaine Bartholomew Roberts avant de s'établir à son compte. Il s'attaque alors aux navires qu'il croise près de la côte Est des colonies américaines, ainsi que dans les Caraïbes.

## Biographie
Thomas Anstis apparaît pour la première fois dans le livre de bord d'un sloop : le Buck, parti du port de Providence (Rhode Island) en 1718. Durant ce voyage, Anstis se mutine avec 6 autres marins, révélant ainsi leur intention de devenir pirates. Howell Davis est élu capitaine. À sa mort, Bartholomew Roberts devient à son tour capitaine et donne à Anstis le commandement d'une brigantine : le Good Fortune.
En mai 1721, Bartholomew Roberts met le cap sur l'Afrique, mais Antsis profite de la nuit pour lui fausser compagnie et emmène le Good Fortune vers les Caraïbes. Cependant, son officier de pont, Brigstock Weaver,  fut capturé par Bartholomew Roberts et Montigny La Palisse. Entre Hispaniola et la Jamaïque, il capture et pille deux navires. Sur l'un d'eux, l'Irwin, l'équipage d'Anstis aurait violé puis tué une femme. Ce serait aussi à partir de ce moment qu'ils décident de ne plus caréner leur navire.
Anstis met ensuite le cap sur les Bermudes et croise la course d'un navire, le HMS Morning Star, parti de Guinée et se dirigeant vers la Caroline (province devenue aujourd'hui Caroline du Nord et Caroline du Sud). Après sa capture, le navire est équipé de 32 canons et placé sous le commandement du canonnier John Fenn. Anstis préfère rester aux commandes du Good Fortune, plus petit mais plus maniable. Les deux navires continuent de naviguer à proximité des colonies jusqu'à ce que des altercations éclatent parmi l'équipage. Certains membres demandent alors à George Ier de Grande-Bretagne de les gracier, prétextant qu'ils ont été contraints par Roberts et Anstis à se joindre à l'équipage.
Continuant de naviguer au large de Cuba, l'équipage attend la réponse du gouvernement britannique pendant 9 mois. En août 1722, ils sont informés que leur demande de grâce est refusée et que le roi a envoyé l'Amiral Sir John Flowers à leur poursuite. Ils se dirigent alors vers l'île de Grand Cayman où ils trouvent le Morning Star échoué. Alors qu'ils procèdent au sauvetage de l'équipage, ils sont surpris par le HMS Hector et le HMS Adventure, commandés par l'Amiral Flowers. Anstis est contraint de couper le câble de son ancre et de s'enfuir. Il parvient à échapper à ses poursuivants grâce à un vent qui lui est favorable. Il a tout de même perdu plus de 40 hommes, la plupart ayant été capturés sur le sol de l'île de Grand Cayman lors d'un raid orchestré par l'Amiral Flowers.
Anstis et Fenn se réfugient dans le golfe du Honduras afin de réparer leurs navires. Ils capturent quelques navires en route, renforçant leur équipage avec les prisonniers. Vers décembre 1722, ils mettent le cap vers les Bahamas. Ils capturent le sloop Antelope, qu'Antis prend sous son commandement, et un navire armé de 24 canons, qu'il confie à Fenn.
Anstis et Fenn jettent l'ancre à Tobago en avril 1723 afin de procéder à l'entretien et aux réparations des navires. Ils sont de nouveau surpris par l'Amiral Flowers, commandant alors le HMS Winchelsey. Anstis parvient à s'échapper de nouveau à bord du Good Fortune, mais les autres pirates sont contraints à incendier leurs navires et fuir vers l'intérieur des terres. Les marins du HMS Winchelsey parviennent à les rattraper et les capturer.  
Anstis est sauf mais a essuyé de nombreuses pertes. Son équipage découragé se mutine et le tue dans son sommeil. Ils font prisonniers tous ceux qui étaient restés fidèles à leur capitaine. Ils se rendent aux autorités néerlandaise à Curaçao, où ils sont graciés et les prisonniers pendus.
Un descendant direct d'Anstis aurait été retrouvé et résiderait actuellement dans l'État de New York.